# Byram Green
Byram Green (* 15. April 1786 in East Windsor, Massachusetts; † 18. Oktober 1865 in Sodus, New York)  war ein US-amerikanischer Jurist und Politiker. Zwischen 1843 und 1845 vertrat er den Bundesstaat New York im US-Repräsentantenhaus.

## Werdegang
Byram Green wurde ungefähr drei Jahre nach dem Ende des Unabhängigkeitskrieges im Berkshire County geboren. Er besuchte öffentliche Schulen. Dann graduierte er 1808 am Williams College in Williamstown. 1810 arbeitete er als Professor an einem College in Beaufort (South Carolina). Er studierte Jura, erhielt seine Zulassung als Anwalt und praktizierte. 1814 war er Richter am Bezirksgericht vom Wayne County. Während des Britisch-Amerikanischen Krieges nahm er an der Schlacht von Sodus Point teil. Zwischen 1816 und 1822 saß er in der New York State Assembly und in den Jahren 1823 und 1824 im Senat von New York. Politisch gehörte er der Demokratischen Partei an.
Bei den Kongresswahlen des Jahres 1842 für den 28. Kongress wurde Green im 27. Wahlbezirk von New York in das US-Repräsentantenhaus in Washington, D.C. gewählt, wo er am 4. März 1843 die Nachfolge von William M. Oliver antrat. Er schied nach dem 3. März 1845 aus dem Kongress aus.
Green verstarb ungefähr vier Monate nach dem Ende des Bürgerkrieges in Sodus. Sein Leichnam wurde dann auf dem Rural Cemetery beigesetzt.